# Панет, Йозеф
Йозеф Па́нет (нем. Josef Paneth; 6 октября 1857, Вена — 4 января 1890, там же) — австрийский физиолог. В честь него названы клетки, обеспечивающие антибактериальную защиту тонкого кишечника, которые он первым описал. Отец химика и лауреата Премии Либена Фрица Панета.

## Биография
Получил медицинское образование в Венском и Гейдельбергском университетах, защитил докторскую диссертацию в 1879 году в Вене. Работал ассистентом у хирурга Теодора Бильрота в Вене, затем служил в Бреславльском физиологическом институте и на зоостанции в Вильфранше, где специализировался в гистологии. Габилитировался в физиологическом институте Эрнста Вильгельма фон Брюкке в Вене в 1886 году, работал с Зигмундом Фрейдом. В работе Фрейда Non vixit Панет упоминается как «друг и оппонент П.». Йозеф Панет был знаком с Фридрихом Ницше.